# قضیه منحنی ژوردان

تصویر قضیه منحنی ژوردان. یک منحنی جردن (که با رنگ سیاه کشیده شده‌است) صفحه را به یک ناحیه «داخلی» (آبی روشن) و یک منطقه «خارجی» (صورتی) تقسیم می‌کند.

در توپولوژی، منحنی ژوردان (به انگلیسی: Jordan Curve Theorem) (یا خم ژوردن یا خم جوردن)، که گاهی اوقات آن را منحنی ساده بسته مسطح نیز می‌نامند، یک حلقه پیوسته غیر-خود-متقاطع در صفحه است. قضیه منحنی ژوردان ادعا می‌کند که هر منحنی ژوردان صفحه را به یک ناحیه «درونی» محدود شده توسط این منحنی و یک ناحیه «بیرونی» شامل تمام نقاط خارجی نزدیک و دور تقسیم می‌کند، به طوری که هر مسیر پیوسته که یک نقطه از یک ناحیه را به نقطه دیگری متصل می‌کند، در جایی با آن حلقه تلاقی می‌کند. در حالی که به نظر می‌رسد بیان این قضیه به‌طور شهودی واضح است، اما اثبات آن با استفاده از روش ابتدایی به نوعی نبوغ نیاز دارد.«اگرچه JCT یکی از مشهورترین قضایای توپولوژی است، اما حتی در میان ریاضیدانان حرفه‌ای موارد بسیاری وجود دارد که هرگز اثبات آن را نخوانده‌اند.» ((توفربرخ ۱۹۸۰)). اثبات واضح‌تر به ساختار ریاضیات توپولوژی جبری تکیه می‌کند و این امر منجر به تعمیم فضاهایی با ابعاد-بالاتر می‌شود.
قضیه منحنی ژوردان به نام ریاضیدان کامیل جوردن (۱۹۲۲–۱۸۳۸) نامگذاری شده‌است، که اولین اثبات آن را پیدا کرد. برای دهه‌ها، ریاضیدانان به‌طور کلی فکر می‌کردند که این اثبات نادرست است و اولین اثبات دقیق توسط اسوالد وبلن انجام شده‌است. با این حال، این مفهوم توسط توماس سی هیلز و دیگران لغو شده‌است.

## اثبات و تعمیم
در سال 1911، قضیه منحنی ژوردن به طور مستقل توسط هنری لبگ و لویتسن براوئر به ابعاد بالا تر تعمیم داده شد.در نتیجه قضیه جدایی ژوردن-براور به وجود آمد.

فرض کنید {\displaystyle X} یک کره توپولوژیکی {\displaystyle n} -بعدی در فضای اقلیدسی {\displaystyle n+1} -بعدی , {\displaystyle \mathbb {R} ^{n+1}} , 
تصویر تابعی یک به یک و پیوسته از {\displaystyle n} -کره , {\displaystyle \mathbb {S} ^{n}} , به {\displaystyle \mathbb {R} ^{n+1}}  باشد . آنگاه متمم {\displaystyle X} در {\displaystyle \mathbb {R} ^{n+1}} ، دقیقاً از دو ناحیه متّصل به هم تشکیل شده . یکی از این ناحیه ها کراندار (داخلی) و دیگری بی کران (خارجی) است . مجموعه {\displaystyle X} مرز مشترک آنهاست .

اثبات به وسیله قضیه همولوژی صورت میگیرد.اگر {\displaystyle X} , نسبت به {\displaystyle k} -کره , هومئومورفیک باشد , آنگاه گروه های همولوژی انتگرالیِ نزولیِ متمم {\displaystyle X} به صورت زیر هستند:
{\displaystyle {\tilde {H}}_{q}(Y)={\begin{cases}\mathbb {Z} ,&q=n-k{\text{ or }}q=n,\\\{0\},&{\text{otherwise}}.\end{cases}}}
که این با استقرا روی {\displaystyle k} و دنباله مایر-ویتوریس اثبات شد.

## یادداشت
1. ↑  Sulovský, Marek (2012). Depth, Crossings and Conflicts in Discrete Geometry (به انگلیسی). Logos Verlag Berlin GmbH. p. 7. ISBN 978-3-8325-3119-5.